# Gianluca Scamacca
Gianluca Scamacca (Roma, Italia, 1 de enero de 1999) es un futbolista italiano que juega de delantero en el Atalanta B. C. de la Serie A.

## Trayectoria
Comenzó su carrera deportiva en el Jong PSV en 2016, fichando en 2017 por el U. S. Sassuolo.
El 29 de octubre de 2017 debutó en la Serie A, con el Sassuolo, en un partido frente al S. S. C. Nápoles.
En 2018 fue cedido al U. S. Cremonese de la Serie B, y en la temporada 2018-19 fue cedido al PEC Zwolle de la Eredivisie neerlandesa.
Para la temporada 2019-20 volvió a ser cedido, en esta ocasión al Ascoli Calcio de la Serie B, donde explotó como futbolista, al marcar 9 goles en 33 partidos.
En la temporada 2020-21 fue cedido al Genoa C. F. C., con el que marcó su primer gol en Serie A, en el Derbi de Génova que se disputó el 1 de noviembre de 2020, y que terminó con empate a uno.
En su regreso a Sassuolo logró 16 goles en la Serie A, registros que llamaron la atención de un West Ham United F. C. que en julio de 2022 lo incorporó para los siguientes cinco años. Estuvo una única campaña, en la que anotó ocho tantos en 27 partidos y ganó la Liga Europa Conferencia de la UEFA, antes de volver a Italia tras fichar por el Atalanta B. C.

## Selección nacional
Fue internacional sub-17, sub-18, sub-19, sub-20 y sub-21 con la selección de Italia. El 8 de septiembre de 2021 debutó con la absoluta en un encuentro de clasificación para el Mundial 2022 ante Lituania que terminó con triunfo italiano por cinco a cero. Ante Inglaterra el 17 de octubre de 2023 en la clasificación para la Eurocopa 2024 marcó su primer gol con Italia en la derrota 3-1.

### Participaciones en Eurocopas
| Copa          | Sede     | Resultado        | Partidos | Goles |
| ------------- | -------- | ---------------- | -------- | ----- |
| Eurocopa 2024 | Alemania | Octavos de final | 4        | 0     |

## Estadísticas

### Clubes
Actualizado al último partido disputado el 1 de febrero de 2025.
| Club                             | Div.          | Temporada     | Liga  | Liga  | Liga   | Copas nacionales | Copas nacionales | Copas nacionales | Copas internacionales | Copas internacionales | Copas internacionales | Total | Total | Total  |
| Club                             | Div.          | Temporada     | Part. | Goles | Asist. | Part.            | Goles            | Asist.           | Part.                 | Goles                 | Asist.                | Part. | Goles | Asist. |
| -------------------------------- | ------------- | ------------- | ----- | ----- | ------ | ---------------- | ---------------- | ---------------- | --------------------- | --------------------- | --------------------- | ----- | ----- | ------ |
| Jong PSV · Países Bajos          | 2.ª           | 2015-16       | 2     | 0     | 0      | —                | —                | —                | —                     | —                     | —                     | 2     | 0     | 0      |
| Jong PSV · Países Bajos          | 2.ª           | 2016-17       | 1     | 0     | 0      | —                | —                | —                | —                     | —                     | —                     | 1     | 0     | 0      |
| Jong PSV · Países Bajos          | Total club    | Total club    | 3     | 0     | 0      | 0                | 0                | 0                | 0                     | 0                     | 0                     | 3     | 0     | 0      |
| U. S. Sassuolo Calcio · Italia   | 1.ª           | 2017-18       | 3     | 0     | 0      | 0                | 0                | 0                | —                     | —                     | —                     | 3     | 0     | 0      |
| U. S. Cremonese · Italia         | 2.ª           | 2017-18       | 14    | 1     | 0      | 0                | 0                | 0                | —                     | —                     | —                     | 14    | 1     | 0      |
| U. S. Cremonese · Italia         | Total club    | Total club    | 14    | 1     | 0      | 0                | 0                | 0                | 0                     | 0                     | 0                     | 14    | 1     | 0      |
| PEC Zwolle · Países Bajos        | 1.ª           | 2018-19       | 8     | 0     | 0      | 2                | 0                | 0                | —                     | —                     | —                     | 10    | 0     | 0      |
| PEC Zwolle · Países Bajos        | Total club    | Total club    | 8     | 0     | 0      | 2                | 0                | 0                | 0                     | 0                     | 0                     | 10    | 0     | 0      |
| Ascoli Calcio 1898 FC · Italia   | 2.ª           | 2019-20       | 33    | 9     | 1      | 2                | 4                | 0                | —                     | —                     | —                     | 35    | 13    | 1      |
| Ascoli Calcio 1898 FC · Italia   | Total club    | Total club    | 33    | 9     | 1      | 2                | 4                | 0                | 0                     | 0                     | 0                     | 35    | 13    | 1      |
| Genoa C. F. C. · Italia          | 1.ª           | 2020-21       | 26    | 8     | 2      | 3                | 4                | 0                | —                     | —                     | —                     | 29    | 12    | 2      |
| Genoa C. F. C. · Italia          | Total club    | Total club    | 26    | 8     | 2      | 3                | 4                | 0                | 0                     | 0                     | 0                     | 29    | 12    | 2      |
| U. S. Sassuolo Calcio · Italia   | 1.ª           | 2021-22       | 36    | 16    | 0      | 2                | 0                | 1                | —                     | —                     | —                     | 38    | 16    | 1      |
| U. S. Sassuolo Calcio · Italia   | Total club    | Total club    | 39    | 16    | 0      | 2                | 0                | 1                | 0                     | 0                     | 0                     | 41    | 16    | 1      |
| West Ham United F. C. Inglaterra | 1.ª           | 2022-23       | 16    | 3     | 0      | 2                | 0                | 0                | 9                     | 5                     | 0                     | 27    | 8     | 0      |
| West Ham United F. C. Inglaterra | Total club    | Total club    | 16    | 3     | 0      | 2                | 0                | 0                | 9                     | 5                     | 0                     | 27    | 8     | 0      |
| Atalanta B. C. · Italia          | 1.ª           | 2023-24       | 27    | 11    | 6      | 4                | 1                | 1                | 11                    | 6                     | 1                     | 42    | 18    | 8      |
| Atalanta B. C. · Italia          | 1.ª           | 2024-25       | 1     | 0     | 0      | 0                | 0                | 0                | 0                     | 0                     | 0                     | 1     | 0     | 0      |
| Atalanta B. C. · Italia          | Total club    | Total club    | 28    | 11    | 6      | 4                | 1                | 1                | 11                    | 6                     | 1                     | 43    | 18    | 8      |
| Total carrera                    | Total carrera | Total carrera | 167   | 48    | 9      | 15               | 9                | 2                | 20                    | 11                    | 1                     | 202   | 68    | 12     |

## Palmarés

### Títulos internacionales
| Título                             | Club                  | Sede   | Año  |
| ---------------------------------- | --------------------- | ------ | ---- |
| Liga Europa Conferencia de la UEFA | West Ham United F. C. | Praga  | 2023 |
| Liga Europa de la UEFA             | Atalanta B. C.        | Dublín | 2024 |